# Renault Espace
La Espace è una autovettura di tipo monovolume commercializzata dalla casa automobilistica francese Renault. La prima serie di questa monovolume venne prodotta tra il 1984 e il 1991. Le prime tre serie furono fabbricate dalla Matra, mentre dal 2003, con l'avvento della quarta serie, Renault ha deciso di produrre l'Espace da sé, incaricando la Matra di fabbricare per lei la Avantime.

## Origini e storia

La Kar-a-sutra di Mario Bellini (1972)

Secondo alcune fonti, alcune caratteristiche tecniche ed estetiche dell'auto si possono far risalire alla Kar-a-sutra, una concept realizzata sul pianale di una Citroen Maserati SM con sospensioni idrauliche che fu presentata dal designer italiano Mario Bellini, in collaborazione con l'azienda d'arredamento italiana Cassina (che ha finanziato il progetto e messo a disposizione il proprio centro ricerche), nel 1972 in occasione della Italy: the New Domestic Landscape, organizzata e tenuta dal MoMA di New York proprio in quell'anno.

### Produzione
La produzione della Espace si è articolata nel corso degli anni in cinque generazioni, tutte generalmente coronate da un buon successo di vendite, con l'eccezione degli ultimi anni di carriera della quarta generazione, un po' a causa della profonda crisi che ha colpito l'industria automobilistica mondiale tra il primo e il secondo decennio del XXI secolo e un po' a causa del fatto che, durante la carriera della quarta generazione, il mercato delle monovolume extralarge è andato progressivamente scemando in favore dei SUV e delle crossover di fascia analoga. Per questo motivo, la Casa francese ha introdotto alla fine del 2014 un nuovo modello con carrozzeria di tipo crossover per meglio rispondere alle richieste del mercato, modello corrispondente alla quinta generazione della Espace. Nel 2023 subentrerà Espace VI, un Austral a 7 posti.
Di seguito viene proposta una galleria fotografica delle cinque generazioni di Renault Espace che si sono via via avvicendate negli anni:
| Serie      | Periodo di produzione | Logo | Vista anteriore | Vista posteriore |
| ---------- | --------------------- | ---- | --------------- | ---------------- |
| Espace I   | 1984-1991             |      |                 |                  |
| Espace II  | 1991-1996             |      |                 |                  |
| Espace III | 1996-2002             |      |                 |                  |
| Espace IV  | 2002-2014             |      |                 |                  |
| Espace V   | 2015-2023             |      |                 |                  |
| Espace VI  | dal 2023              |      |                 |                  |